# Alex Frank Larsen
Alex Frank Larsen (født 20. januar 1946) er en dansk journalist og forfatter.
Han modtog i 1986 Cavlingprisen for sin journalistik omkring behandlingen af patienter, som har fået LSD i medicinsk sammenhæng. Det er Cavling-komitéens opfattelse, at det førte til lovgivningen i 1986 om erstatning til LSD-ofre.
Derudover har Alex Frank Larsen blandt andet lavet et dokumentarprogram om Tamilsagen Blodets Bånd - sagen, som endte med at vælte den daværende Poul Schlüter-regering og medførte, at den ansvarlige justitsminister Erik Ninn-Hansen fik en dom i rigsretten. Blodets Bånd blev anklaget for at være stærkt manipulerende, og den blev gransket af Radiorådet.
Alex Frank Larsen har brugt ni år på at undersøge slavernes historie. Resultatet af dette blev til TV-serien Slavernes Slægt, der fortæller om efterkommere af især danske slaver. Den blev vist på DR2 i 2005.
Larsen anklagede i 2023 producenterne bag TV 2-serien Det sindssyge eksperiment for at have stjålet al hans research. Anklagen blev dog afvist af TV 2.
Alex Frank Larsen klagede efterfølgende til Pressenævnet, idet han hævdede, at god presseskik var blevet tilsidesat, og at han fejlagtigt blev fremstillet som ophavsmand til påstande om CIA’s støtte til LSD-eksperimenter på Frederiksberg Hospital. Pressenævnet fandt dog ikke grundlag for kritik af hverken TV 2 eller produktionsselskabet GODT Media og vurderede, at omtalen af Larsen hverken var skadelig eller krænkende, idet at Larsens påstande om CIA’s støtte til LSD-eksperimenterne er udokumenterede og uden journalistisk belæg.